# Detlef Raabe
Detlef Raabe (* 24. Mai 1971 in Moers) ist ein deutscher Gewerkschafter und war von 2003 bis 2009 Vorsitzender des Deutschen Bundesjugendrings (DBJR). Von 2006 bis 2009 war er auch Mitglied des Bundesjugendkuratoriums. Im März 2022 wurde er durch den Gewerkschaftsrat als Nachfolger von Karin Hesse in den Bundesvorstand der Vereinten Dienstleistungsgewerkschaft-ver.di gewählt. Beim Bundeskongress im September 2023 in Berlin erfolgte die Wahl durch den Bundeskongress mit 93,2 Prozent.

## Ausbildung und Berufstätigkeit
Nach dem Abitur am Gymnasium Adolfinum machte er eine Ausbildung als Beamter des gehobenen Dienstes bei der Stadt Duisburg. Nach der Ausbildung arbeitete er zunächst weiter bei der Stadt Duisburg und studierte zeitgleich Rechtswissenschaft in Bremen und an der Ruhr-Universität-Bochum. Nach dem Ersten Staatsexamen und dem Abschluss als Diplom-Jurist (RUB) wurde er im Jahre 2000 auf der Bundesjugendkonferenz der Gewerkschaft ÖTV zum letzten Bundesjugendsekretär der ÖTV gewählt. Nach der Fusion zur Vereinten Dienstleistungsgewerkschaft-ver.di arbeitet er zunächst im Bereich Jugend, anschließend im Tarifsekretariat Öffentlicher Dienst und war bis zu seiner Wahl in den ver.di-Bundesvorstand im März 2022 Bereichsleiter des Bereichs Organisationspolitik in der ver.di Bundesverwaltung. Im Vorstand übernahm er die Bereiche Personal, Organisations- und Personalentwicklung, Informationstechnik, Organisationsservice und betrieblichen Datenschutz.

## DBJR-Vorsitz
Für die DGB-Jugend kam er zunächst 2001 in den Hauptausschuss des DBJR und wurde 2003 zum Vorsitzenden gewählt.  Vorher war er seit seiner Kindheit in unterschiedlichen Jugendverbänden aktiv. Neben den großen Beteiligungskampagnen „Projekt P“ und du-machst waren insbesondere die geplanten Reformen des Kinder- und Jugendhilfegesetz, die Öffentliche Förderung der Arbeit der Jugendverbände und die Etablierung der JuLeiCa Schwerpunkte der Arbeit des gesamten DBJR während dieser Zeit. Neben vielen anderen Themen setzte er sich als DBJR-Vorsitzender auch frühzeitig für ein 2009 durch den Bundesinnenminister ausgesprochenes Verbot der Heimattreuen deutschen Jugend ein. Nach einer zweimaligen Wiederwahl trat er 2009 nicht mehr zur Wahl an.

## Sonstiges
Für seine Tätigkeit insbesondere in der Jugendverbandsarbeit erhielt er 2011 die Bundesverdienstmedaille.
Seit 2006 ist er u. a. Mit-Autor bei Kommentierungen zum TVöD und TV-L für den C.H. Beck-Verlag.
Von 2011 bis 2015 war er Mitglied im Verwaltungsrat (Aufsichtsgremium) der Versorgungsanstalt des Bundes und der Länder (VBL) und Sprecher der Versichertenvertreter. 2024 wurde er erneut Mitglied des Verwaltungsrates und wurde – neben dem sächsischen Finanzminister Hartmut Vorjohann  -zum alternierenden Vorsitzenden des Verwaltungsrates der VBL gewählt.
Seit 2018 ist er als Vertreter der Arbeitnehmer Mitglied des Aufsichtsrates der RWE Power AG. Seit 2023 ist er auch Vertreter der Arbeitnehmer im Aufsichtsrat der RWE Generation.
Im Jahr 2021 wurde er zum ehrenamtlichen Richter beim Bundesarbeitsgericht berufen.
Detlef Raabe ist Fördermitglied im Verein „Gelbe Hand – Mach meinen Kumpel nicht an!“.